# Grand Theft Auto: The Ballad of Gay Tony
Grand Theft Auto: The Ballad of Gay Tony é a segunda de duas expansões episódicas de Grand Theft Auto IV, desenvolvida pela Rockstar North e publicada pela Rockstar Games. O jogo foi lançado individualmente para o Xbox 360 em 29 de outubro de 2009 e para o PlayStation 3 e Windows em 13 de abril de 2010, como parte de um pacote de discos intitulado Grand Theft Auto: Episodes from Liberty City, que também contém Grand Theft Auto IV: The Lost and Damned e não requer o jogo principal para ser jogado. A Microsoft adicionou Episodes from Liberty City em sua lista de compatibilidade para o Xbox One em fevereiro de 2017.
Ambientado simultaneamente com os eventos de Grand Theft Auto IV e The Lost and Damned, The Ballad of Gay Tony segue Luis Fernando Lopez, um antigo traficante de drogas dominicano-americano que tornou-se guarda-costas e melhor amigo de Anthony "Gay Tony" Prince, um magnata de clubes noturnos e socialite de alto status de Liberty City. A história principal do episódio foca nos esforços de Luis em ajudar Tony a superar vários problemas, incluindo drogas, dívidas e disputas com famílias da Máfia. Ele também resolve pontas soltas de Grand Theft Auto IV e The Lost and Damned em relação ao enredo da venda de diamantes que conecta todos os três jogos. O jogo recebeu avaliações geralmente positivas dos críticos.

## Jogabilidade
A jogabilidade de The Ballad of Gay Tony é similar à do jogo principal e da primeira expansão. Assim como The Lost and Damned, The Ballad of Gay Tony também tem uma série de "checkpoints" nas missões, que permitem ao jogador, no caso de uma morte ou de um fracasso, retomar a missão do momento em que esta terminou, tornando desnecessárias novas viagens até o local da missão e novas tentativas de partes já cumpridas. Contudo, isso só funciona ao acionar a mensagem de texto que chega à Luis pelo celular logo depois do fim da missão. Chegar ao ponto de início da missão recomeça-a a partir da primeira animação.
Outra novidade é a possibilidade de repetir as missões do enredo quantas vezes for desejado, sendo que cada missão termina com uma tabela de pontos e dados. O objetivo é melhorar a pontuação o máximo possível, embora isso não seja necessário para completar o jogo.
O jogo traz novas armas; duas novas metralhadoras, uma nova espingarda, uma nova pistola e um novo rifle, além de bombas detonáveis à distância. Há também novos veículos, como esportivos, sedãs, helicópteros (incluindo um helicóptero que carrega grandes objetos e um helicóptero de combate equipado com metralhadoras e mísseis) e um blindado APC. Quando está em um helicóptero, o radar do jogo funciona também como um altímetro. Uma inovação, presente também Grand Theft Auto: San Andreas, é o para-quedas, que é utilizado em algumas missões do jogo e também em missões extras de BASE jumping. Outras atividades novas incluem jogar golfe, realizar tarefas administrativas nas casas noturnas, participar de jogos de bebidas alcoólicas, dançar, participar de torneios de artes marciais mistas e participar de guerras do tráfico de drogas com seus amigos, similares às guerras de gangues da expansão anterior.

## Enredo
O jogo começa com Luis Fernando Lopez sendo feito refém no assalto a banco que Niko Bellic, Patrick McReary, Derrick McReary e Saint Michael realizam no enredo do jogo principal. Ele é o homem que conversa com o rapaz que tenta em vão matar os assaltantes com uma pistola. Após o assalto, enquanto conversa com seu chefe pelo celular, Luis quase é atropelado por Niko e, posteriormente, por Johnny Klebitz. Ao retornar ao apartamento de Gay Tony, ele encontra Rocco Pelosi, um mafioso da família Ancelotti e Vince, seu aliado. A dupla leva uma grande quantia de dinheiro como forma de pagamento por um dinheiro emprestado anteriormente. Numa tentativa de agradar Rocco, Tony e Luis vão a Chinatown negociar com um criminoso oriental. Billy Grey, presidente da gangue The Lost Motorcycle, da qual Johnny Klebitz é o vice-presidente, é visto tramando uma armadilha para Johnny e Jim Fitzgerald com o criminoso, enquanto Tony e Luis entram na sala. As negociações logo ficam tensas e Luis protege Tony enquanto elimina alguns inimigos.
Luis visita sua mãe, que tem problemas financeiros e quer que ele vá para a faculdade; seus amigos Henrique Bardas e Armando Torres, envolvidos no tráfico de drogas; e Yusuf Amir, um empresário árabe do setor imobiliário, para quem Luis realiza uma série de tarefas, como roubar veículos de grande porte.
No decorrer da história, Tony leva seu namorado Evan Moss e Luis para um porto, no qual eles pretendem comprar diamantes no valor de dois milhões de dólares de um chefe de cozinha no navio Platypus, no qual Niko chegou a Liberty City (o chefe pode ser visto misturando os diamantes com o polme do bolo na animação de introdução de GTA IV). Durante a troca, membros da gangue The Lost, liderados por Johnny, atacam e matam Evan para obter as pedras. Após o episódio, Tony apresenta Luis a Mori Kibbutz, irmão de Brucie Kibbutz, que é constantemente ridicularizado e incomodado por ele. Após realizar algumas tarefas para o rapaz, Luis consegue quitar as dívidas de seu chefe com Mori e Brucie eventualmente enfrenta o irmão e o soca no rosto. Mais tarde, na casa noturna Maisonette 9, Brucie aparece com Roman Bellic e o agradece pela ajuda. Enquanto agradece e elogia Luis, Brucie aproxima o seu rosto lentamente, numa suposta tentativa de beijá-lo. Luis o afasta e deixa o local.
Tony e Luis se encontram com Ray Bulgarin e seu parceiro Timur no Maisonette 9 e a dupla oferece alguns serviços a Luis em troca de ajuda financeira. Luis ajuda Ray a eliminar alguns agentes federais corruptos e adquirir o time de hóquei Liberty City Rampage. Enquanto isso, Gracie Ancelotti, uma amiga de Tony e Luis, é seqüestrada por Niko Bellic e Patrick McReary, embora isso só seja mostrado com detalhes no GTA IV.
Os Ancelottis concluem que Gracie foi sequestrada por causa dos diamantes e culpam Tony e Luis pelo acontecido. Ao descobrir que os diamantes estão sendo trocados por dinheiro no Libertorian (um prédio no Middle Park, réplica virtual do Central Park de Nova Iorque), Tony envia Luis para recuperá-los. Luis intercepta a troca (na qual Niko e Johnny tentam trocar as pedras pelo dinheiro), toma os diamantes de um homem e escapa no helicóptero que havia roubado anteriormente para Yusuf e que agora foi folheado a ouro.
Bulgarin telefona para Luis, pedindo que ele vá para o topo de um prédio. Lá, ele encontra uma caixa com a cabeça do chefe de cozinha do Platypus e Bulgarin acusa ele, o chefe e Luis de se unirem para roubar os diamantes dele. Vários enviados do russo então surgem e atacam Luis. Posteriormente, Giovanni Ancelotti, pai de Gracie, ordena que Tony e Luis troquem os diamantes pela garota, como uma forma de pagar o seu resgate. Após a troca, Luis, Tony e Gracie escapam num barco enquanto Bulgarin aparece e traz vários homens para matar Niko e Patrick. Bulgarin foge e os diamantes são jogados em um caminhão tombador por um dos enviados do criminoso russo (algo mostrado no GTA IV, apenas).
No meio desses acontecimentos, Tony deixa de pagar os impostos das casas noturnas e elas são fechadas pela prefeitura. Luis se encontra com Rocco e Vince no banheiro do Middle Park e a dupla explica que Tony deve ser morto, pois os Ancelotti e os russos provavelmente se unirão para matar Tony, Luis e todos os seus amigos e famílias. Luis a princípio rejeita a proposta veementemente. Contudo, quando entra no Maisonette 9 e encontra a mesma dupla expondo a situação para Tony, Luis ameaça matar seu chefe, mas muda de ideia e executa Vince. Rocco escapa, pois Luis evitou sua morte por ele ser ligado à máfia. Vários russos fortemente armados invadem então o clube para eliminar os dois. Após a batalha, Tony foge para seu apartamento e ameaça ir embora da cidade por quase ter sido assassinado pelo seu guarda-costas. Luis o convence a mudar de ideia e se esconder no Monoglobe do Meadows Park, em Dukes.
O protagonista então vai para Firefly Island numa tentativa de eliminar Bulgarin. Ele mata vários russos durante uma negociação envolvendo heroína e assassina Timur depois deste o revelar que Bulgarin está prestes a fugir da cidade de avião. Após um telefonema, Luis consegue que Yussuf apareça em seu helicóptero para eliminar os inimigos em seu caminho para o aeroporto. De moto, o protagonista consegue entrar no avião em movimento e prestes a decolar. Dentro da aeronave, Luis elimina os últimos capangas de Bulgarin e o encontra segurando uma granada, do modo que, caso ele seja morto, o artefato caia e detone, matando Luis também. O protagonista o executa, e a granada cai no chão, explodindo e destruindo o avião, mas não antes que ele consiga saltar de para-quedas. Uma vez no Meadows Park, onde Tony o espera, Luis tromba com um mendigo. Depois que ele se afasta, o mendigo encontra os diamantes em uma lata de lixo e vai embora alegremente. Tony, Luis e Yusuf se encontram e festejam a vitória.
Durante os créditos, diversas cenas são mostradas. Algumas remetem a missões realizadas por Luis. Em outra cena, Mori é visto lutando artes marciais mistas com seu irmão, Patrick é visto saindo de um táxi para entrar no aeroporto de Liberty City e o mendigo é visto bebendo em uma mansão, cercado de mulheres. Após o final do jogo, as casas noturnas são reabertas e o jogador pode repetir as missões, se assim desejar.

## Prêmios
| Premiação              | Categoria  | Ref(s). |
| ---------------------- | ---------- | ------- |
| Rock Games Awards 2009 | Melhor DLC | [ 2 ]   |